# Siegmund (Bayern)

Sigismund von Bayern-München (Gemälde von Jan Polack, Öl auf Holz, 33 cm × 19,5 cm, um 1480)

Siegmund (auch Sigismund genannt; * 26. Juli 1439; † 1. Februar 1501 auf Schloss Blutenburg) aus dem Hause Wittelsbach war von 1460 bis zu seinem Amtsverzicht 1467 Herzog von Bayern-München. Danach hielt er noch Dachau als seine Domäne. Als einer der ersten Wittelsbacher förderte er in großem Umfang die bildenden Künste und trug so zur Blüte der Spätgotik in Altbayern bei.

## Leben
Siegmund wurde 1439 als dritter Sohn Herzog Albrechts III. und seiner Ehefrau Anna von Braunschweig-Grubenhagen geboren. Zwischen 1460 und 1467 regierte er das Herzogtum Bayern-München, bis zu dessen Tod 1463 gemeinsam mit seinem älteren Bruder Johann IV. Sein Vater hatte festgelegt, dass dem verstorbenen Herzog jeweils die beiden ältesten überlebenden Söhne nachfolgen sollten. Der zweite Sohn seines Vaters, Ernst, war aber bereits spätestens an dessen Todestag in Straubing verstorben und dort im Karmeliterkloster beerdigt worden. Somit war Siegmund an der Reihe. Die Regierungsgeschäfte wurden aber weitgehend von Johann besorgt. Übernommen wurde von Albrecht III. unter anderem der gelehrte Rat, Arzt und bekannte Schriftsteller und Übersetzer Johannes Hartlieb.
Die beiden Herzöge stellten 1460 den ersten bekannten Burgfriedensbrief für München aus. Der Münchner Burgfrieden, also der außerhalb der Stadt gelegene aber unter der Rechtsprechung der Stadt stehende Bereich, wurde neu vermessen und durch Grenzsäulen markiert. In den Bayerischen Krieg des Landshuter Herzogs Ludwig IX. ließen sich die beiden Münchner Herzöge nicht hineinziehen, trotz eines mit Ludwig am 5. Dezember 1461 geschlossenen Bündnisses. Stattdessen drängten sie seit Juni 1462 zum Frieden. Siegmund ging auch gegen ungeeignete Beamte vor. Probleme bereiteten auch zahlreiche Räuberbanden, die in Bayern und Österreich ihr Unwesen trieben. Dem Freisinger Bischof Johann Tulbeck gelang es, den Erdinger Räuberhauptmann Miltzl mit seinen zwanzig Mann zu fassen und er überantwortete sie Herzog Siegmund, der sie hinrichten ließ. Wie sein Vater war Siegmund aber eher den Künsten und der Religion zugetan als der harten Politik. 1465 trotzte ihm sein jüngerer Bruder Albrecht IV. die Mitherrschaft ab.
Im September 1467 zog er sich dann zugunsten Albrechts IV. von der Regierung zurück und behielt nur Bayern-Dachau als Domäne, das nach seinem Tod wieder an Bayern-München fiel. Aufgrund anhaltender finanzieller Misswirtschaft war Siegmund von seinem Bruder sowie den Ständen zum Verzicht auf die Regentschaft aufgefordert worden und der Herzog war bereits ohnehin des Regierens überdrüssig. Das Verhältnis zu Albrecht blieb in der Folgezeit weitgehend entspannt. Als ihre jüngeren Brüder  Christoph und Wolfgang nun die Mitregierung einforderten, fand Albrecht Unterstützung bei Siegmund.
Siegmund förderte weiterhin Kirchen und Klöster und legte 1468 den Grundstein für den Neubau der Münchner Frauenkirche im gotischen Stil an der Stelle eines romanischen Vorgängerbaus. Der kunstsinnige Herzog ließ unter anderen seine Residenz Schloss Blutenburg erweitern, den Alten Hof in München verschönern und hielt Pfauen und andere Vögel. Zu den herausragenden Künstlern seiner Zeit gehörten die Maler Jan Polack und Gabriel Mälesskircher sowie der Baumeister Jörg von Halspach und der Bildhauer Erasmus Grasser.
Siegmund starb am 1. Februar 1501 und wurde im Grab Kaiser Ludwigs des Bayern in der neu errichteten Frauenkirche bestattet. Er war nie verheiratet, nachdem 1456 die geplante Hochzeit mit Margarete von Brandenburg an den hohen Mitgiftforderungen der Wittelsbacher gescheitert war. Siegmund lebte später mit der bürgerlichen Margarete Pfättendorfer zusammen und bildete eine Lebensgemeinschaft mit ihr, woraus zwei Söhne, Hans und Sigismund von Pfattendorf († 1502), hervorgingen. Er hinterließ insgesamt vier uneheliche Kinder, aber nur diese zwei waren von Margarete.